# سيتا موراي
سيتا موراي (باليابانية: 村井 清太) (مواليد 29 أغسطس 2000) هو لاعب كرة قدم ياباني.

## وصلات خارجية
- سيتا موراي على موقع رابطة كرة القدم اليابانية للمحترفين (اليابانية)
- سيتا موراي على موقع Soccerway.com (الإنجليزية)